# UDMA
Ultra DMA (Ultra Direct Memory Access, UDMA) — метод передачи данных через ATA контроллер, например, между компьютером и жёстким диском. Данный метод позволил достичь значительно большей скорости передачи данных по сравнению с ранее использовавшимися методами PIO и Singleword DMA/Multiword DMA, став предпочтительным способом подключения ATA устройств к компьютеру. При использовании Ultra DMA обеспечивается контроль целостности передаваемых данных с помощью CRC. Метод поддерживает 8 режимов, отличающихся скоростями передачи данных, из которых режимы 0 — 6 используются ATA устройствами, а режимы 0 — 7 устройствами CompactFlash.

## Режимы передачи
| Режим     | Номер | Альтернативное название | Максимальная скорость передачи, Мбайт/с | Минимальное время цикла | Стандарт         |
| --------- | ----- | ----------------------- | --------------------------------------- | ----------------------- | ---------------- |
| Ultra DMA | 0     |                         | 16.7                                    | 120 нс                  | ATA-4            |
| Ultra DMA | 1     |                         | 25.0                                    | 80 нс                   | ATA-4            |
| Ultra DMA | 2     | Ultra ATA/33            | 33.3                                    | 60 нс                   | ATA-4            |
| Ultra DMA | 3     |                         | 44.4                                    | 45 нс                   | ATA-5            |
| Ultra DMA | 4     | Ultra ATA/66            | 66.7                                    | 30 нс                   | ATA-5            |
| Ultra DMA | 5     | Ultra ATA/100           | 100                                     | 20 нс                   | ATA-6            |
| Ultra DMA | 6     | Ultra ATA/133           | 133                                     | 15 нс                   | ATA-7            |
| Ultra DMA | 7     | Ultra ATA/167           | 167                                     | 12 нс                   | CompactFlash 6.0 |

При передаче данных используется управляющий сигнал STROBE, по которому фиксируются данные на шине. Используются оба фронта сигнала STROBE, что позволяет не превышая основной частоты сигнала в кабеле, равной 8,33 МГц, передавать данные со скоростью до 33,3 Мбайт/с.
Использование 80-проводного кабеля позволяет снизить импеданс и уменьшить перекрёстные помехи для сигналов в шине данных, а так же уменьшается время установления сигналов (DST) с >25 нс, бывших в UDMA 2, до 0 нс, снижая задержку с 60 нс, бывших в UDMA 2, до 15 нс в UDMA 6.